# Лимфатический капилляр
Лимфатические капилляры (лат. vasa lymphocapillaria) — начальное звено, «корни» лимфатической системы, в которые из тканей поступает тканевая жидкость вместе с продуктами обмена веществ. Лимфатические капилляры имеются во всех тканях и органах тела человека, кроме внутреннего уха, хрящей, паренхимы селезенки, спинного мозга, глазного яблока, эпителиального покрова кожи и слизистых оболочек, костного мозга и плаценты. По поводу наличия лимфатических капилляров в головном мозге однозначного ответа пока нет, поскольку в 2015 году сотрудники университета Виргинии во главе с профессором Jonathana  Kipnis, PhD, UVA Department of Neuroscience, UVA's Center for Brain Immunology and Glia, обнаружили, что в головном мозге есть лимфатическая система. До этого момента предполагалось, что центральная нервная система не соединена с лимфатической.

## Строение
Лимфатические капилляры имеют диаметр больше, чем кровеносные сосуды (от 0,01 мм до 0,2 мм), неровные края и большое количество боковых выпячиваний. При соединении капилляров друг с другом они формируют замкнутые однослойные сети. У лимфатических капилляров отсутствует базальная мембрана, а стенки образованы одним слоем эндотелиальных клеток, которые в 3-4 раза крупнее эндотелиоцитов кровеносных капилляров.  В капиллярном русле лимфа может идти в любом направлении, так как лимфатические капилляры не имеют клапанов, чтобы предотвращать обратный ток лимфы. Капилляры образуют многочисленные соединения друг с другом — лимфокапиллярные сети.
Эндотелиальная выстилка лимфатического капилляра напрямую связана с окружающей соединительной тканью с помощью так называемых стропных, или фиксирующих якорных филаментов, которые, в свою очередь, вплетаются в коллагеновые волокна расположенные вдоль лимфатических капилляров.

## Функции
В результате всасывания в лимфатические капилляры тканевой жидкости образуется лимфа. Этот процесс происходит по межклеточным (через межэндотелиальные соединения) и чрезклеточным (сквозь тела эндотелиальных клеток) путям, а также при фильтрации плазмы крови через стенки кровеносных капилляров. В просвет лимфатических капилляров, через межклеточные щели, вместе с тканевой жидкостью  всасываются крупнодисперсные белки, чужеродные (пылевые) частицы и частицы разрушившихся клеток. Вместе с всасываемой тканевой жидкостью, через такие щели, в лимфу могут попасть опухолевые клетки. Межклеточные щели служат путями проникновения в просвет лимфатических капилляров лейкоцитов, макрофагов, плазматических и других клеток.